# Arachis glabrata
Arachis glabrata är en ärtväxtart som beskrevs av George Bentham. Arachis glabrata ingår i släktet jordnötter, och familjen ärtväxter.

## Underarter
Arten delas in i följande underarter:
- A. g. glabrata
- A. g. hagenbeckii

## Bildgalleri

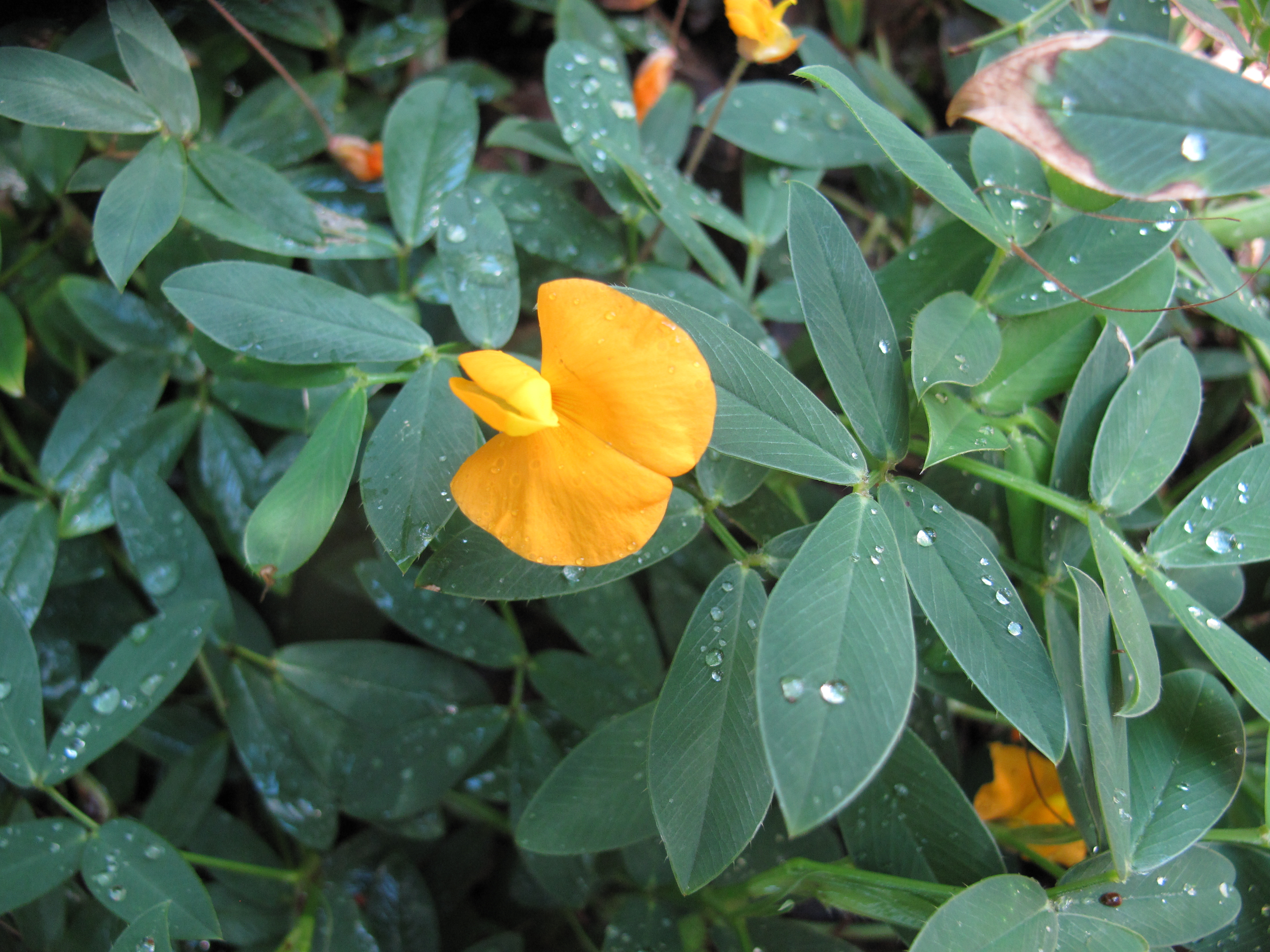